# Genètica mèdica

Model d'una molècula d'ADN

La genètica mèdica és la branca de la medicina que cobreix el diagnòstic, estudi i tractament de síndromes relacionades de manera directa amb el genoma humà, que a vegades no genera símptomes greus però unes altres generen malalties hereditàries. És una branca molt diversa que inclou múltiples especialitats, com la genètica clínica, la genètica bioquímica, la genètica molecular, la citogenètica, la genètica de malalties comunes i el consell o assessorament genètic. Es calcula que al voltant del 3-7% de la població presenta algun trastorn genètic.
D'alguna manera, molts dels camps de la genètica mèdica són híbrids entre l'atenció clínica i la recerca, la qual cosa es deu en part als recents avanços en la ciència i la tecnologia. Això ha permès una comprensió sense precedents dels trastorns genètics.
La genètica mèdica es defineix com l'especialitat que aplica els coneixements de la genètica a la pràctica mèdica i s'ocupa de les malalties d'origen genètic, incloent-hi patologies hereditàries i mal-formatives de l'espècie humana. El camp d'acció de la genètica mèdica són els individus afectats per malalties genètiques i les seves famílies, inclosos els aspectes diagnòstics (clínics i de laboratori), pronòstics, preventius i de tractament de les diferents patologies, així com els aspectes ètics, legals i socials de la genètica. Les accions abasten no sols des de l'etapa preconcepcional fins a la defunció de l'individu, sinó també el seguiment intergeneracional.

## Història
La genètica mèdica té les seves arrels al segle XIX amb el treball de Gregor Mendel. Va ser extensament estudiada en relació amb un nombre important de trastorns, com ara l'albinisme, la braquidactília i l'hemofília. Durant el seu període de desenvolupament es van elaborar diversos enfocaments matemàtics i es van relacionar amb la genètica humana. A partir d'aquests descobriments sorgeix la genètica de poblacions.
El seu desenvolupament es considera tardà perquè emergeix com a tal només després de la Segona Guerra Mundial (1945), quan els moviments gènics van perdre crèdit. Sense tenir en compte l'eugenèsia es poden considerar i aplicar diferents enfocaments que permetin millorar la qualitat de vida i la salut dels éssers humans. La genètica mèdica va aconseguir un alt nivell d'importància a la segona meitat del segle XX i continua amb més impuls en el segle XXI.
L'Hospital de la Santa Creu i Sant Pau va ser el primer centre mèdic de Catalunya i de l’Estat espanyol que va incorporar la genètica molecular en la seva organització i cartera de serveis. Va ser el 1979 quan el Dr. Miquel Lluís Rutllant Bañeres, director del Servei d’Hematologia de l'hospital, va impulsar la creació de la Secció de Genètica Molecular liderada per la Dra. Montserrat Baiget i Bastús.
Els primers camps de treball d’aquest grup pioner van ser el de la talassèmia i les hemofílies i es van realitzar, a l’any 1986, els primers diagnòstics prenatals d’aquestes malalties hematològiques. Van ser pioners, també, en la introducció a la clínica dels estudis genotípics (mitjançant anàlisi de l’ADN) d’un ampli ventall de malalties hereditàries alienes a l’àmbit hematològic. L’any 1997, junt amb el Servei d'Oncologia del mateix Hospital de la Santa Creu i Sant Pau, van efectuar el primers estudis diagnòstics de les dones amb càncer de mama/ovari hereditari. Més enllà de les malalties hereditàries i en l’àmbit de la medicina personalitzada, els estudis genotípics desenvolupats pel Servei de Genètica han estat també treballs capdavanters.